# Fuerza Aérea Uzbeka
La Fuerza Aérea y de Defensa Uzbeka es la rama aérea de las Fuerzas Armadas de la República de Uzbekistán. Se formó tras el colapso de la Unión Soviética en 1991, aunque el ejército no fue creado por el gobierno uzbeko hasta 1992. La Fuerza Aérea consiste entre 10.000 y 15.000 personas, siendo la mayoría rusos a partir de 1995.

## Historia
En marzo de 1994, la Federación de Rusia firmó un tratado con Uzbekistán para la formación de pilotos. La Fuerza Aérea de Uzbekistán está asistida por la Fuerza Aérea de Rusia, se creó una academia aérea para entrenar a los uzbekos en Ozizak, a partir de ese año, trece bases aéreas estaban activas en Uzbekistán. La Fuerza Aérea tenía que seguir la doctrina soviética con el apoyo de las fuerzas de tierra de Uzbekistán.
Durante la Guerra Civil Tayika en 1992, el gobierno de Tayikistán recibió el apoyo de Uzbekistán, los helicópteros de la Fuerza Aérea Uzbeka lucharon contra los rebeldes musulmanes en una base de la Oposición Tayika Unida. Posteriormente, se dijo que la Fuerza Aérea de Uzbekistán había destruido a los últimos rebeldes en el este de Tayikistán. Un miembro del Ministerio de Defensa de Uzbekistán fue nombrado Ministro de Defensa de Tayikistán.
Debido a un acuerdo en la Comunidad de Estados Independientes, Rusia ayudó a mantener los aviones de la Fuerza Aérea de Uzbekistán y les vendió más aviones a un precio más barato que otros, como los Estados Unidos. En la Operación Libertad Duradera, el gobierno de Estados Unidos y la OTAN tenían una compañía de aviación que reparaba gran parte de los aviones de la Fuerza Aérea Uzbeka, ya que se consideró inoperable por ellos. Rusia intentó socavar los esfuerzos de Estados Unidos para llegar a Uzbekistán, especialmente en una conferencia de 2002 en Taskent, donde estaban presentes miembros de varias compañías de aviación. Las negociaciones fallaron y Uzbekistán cortó con la ayuda que le daba Estados Unidos reparando helicópteros.

## Organización

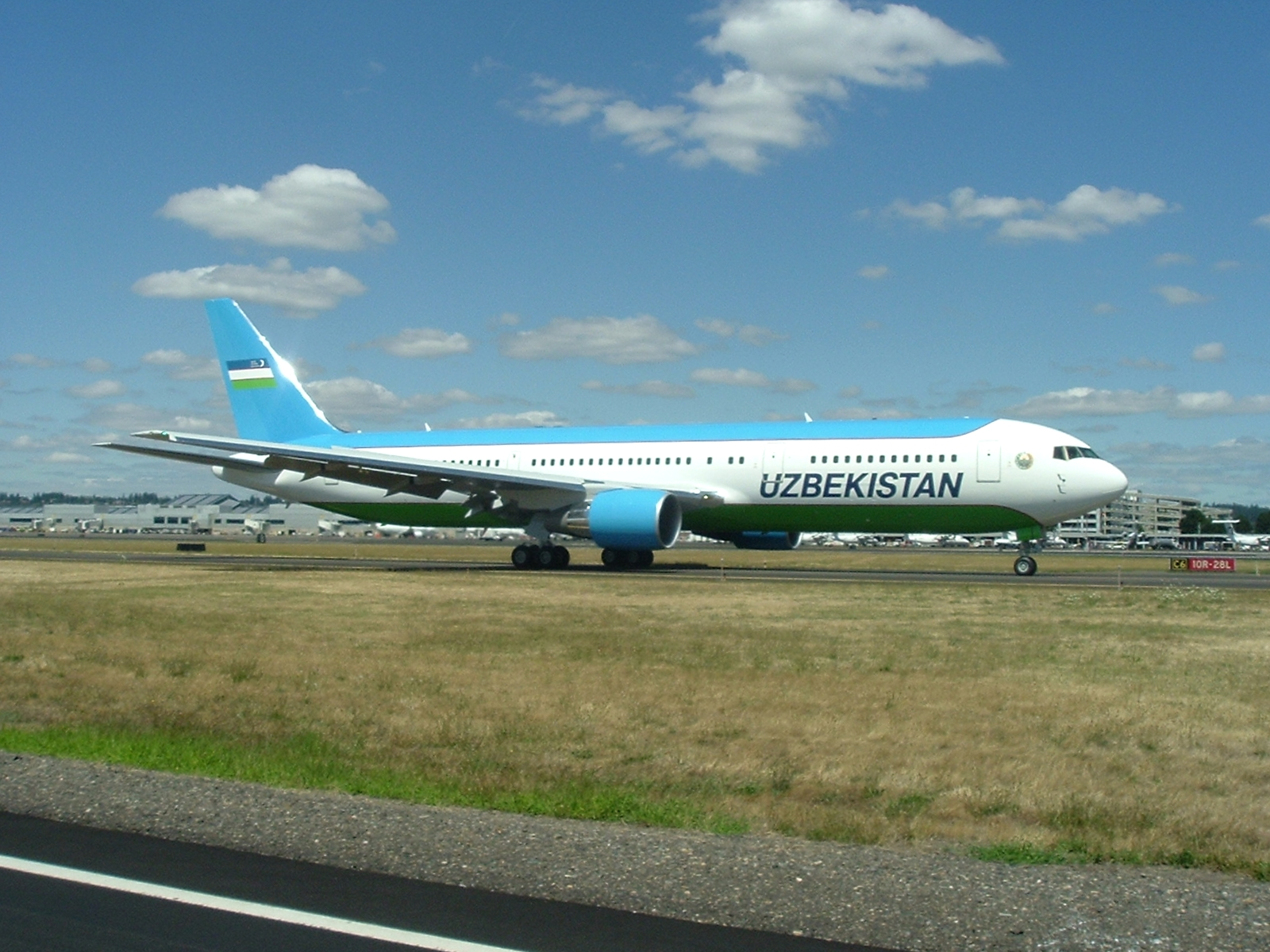
Avión gubernamental Boeing 767-300

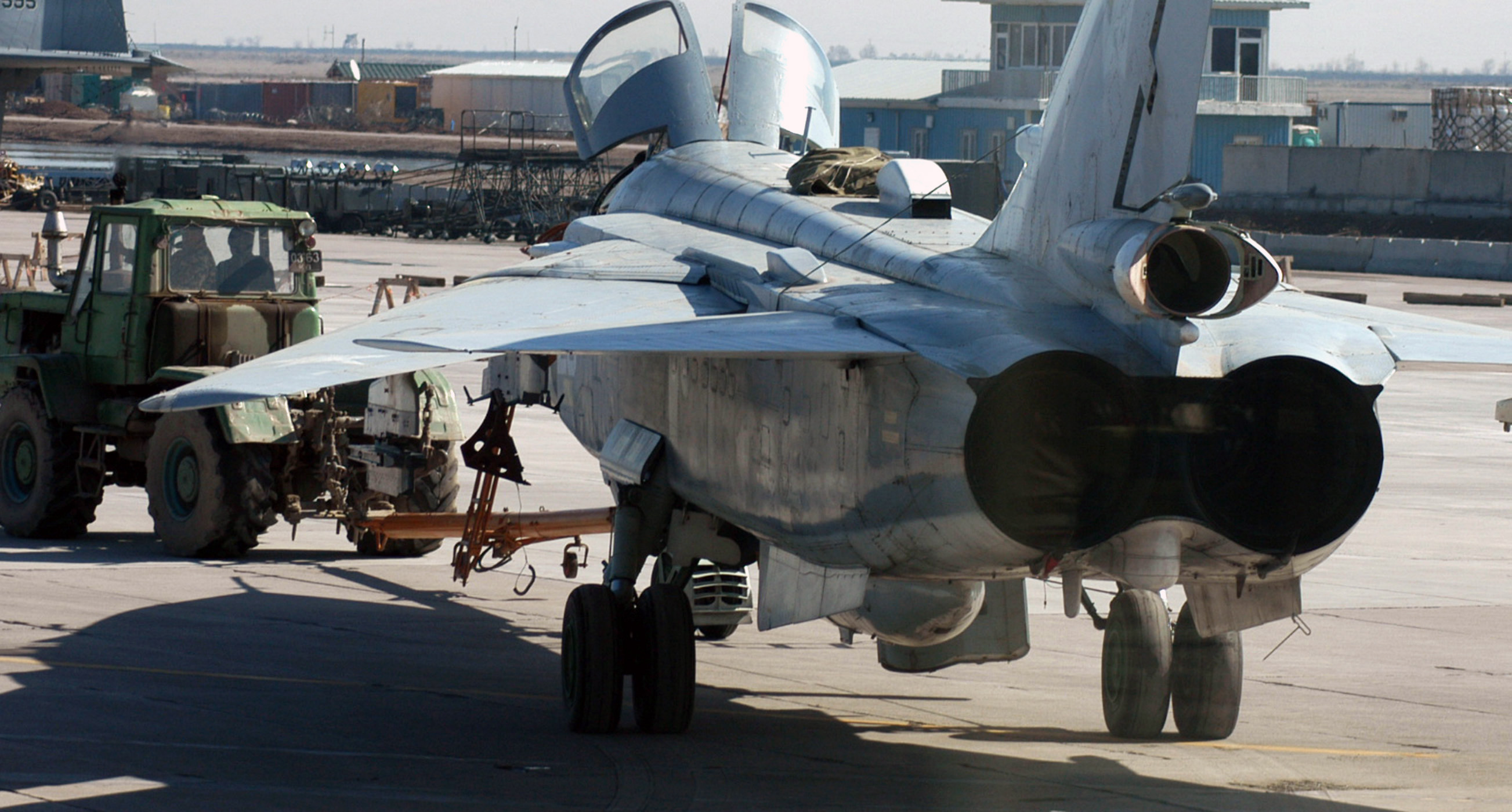
Sukhoi Su-24 uzbeko en la Base Aérea de Karshi-Khanabad

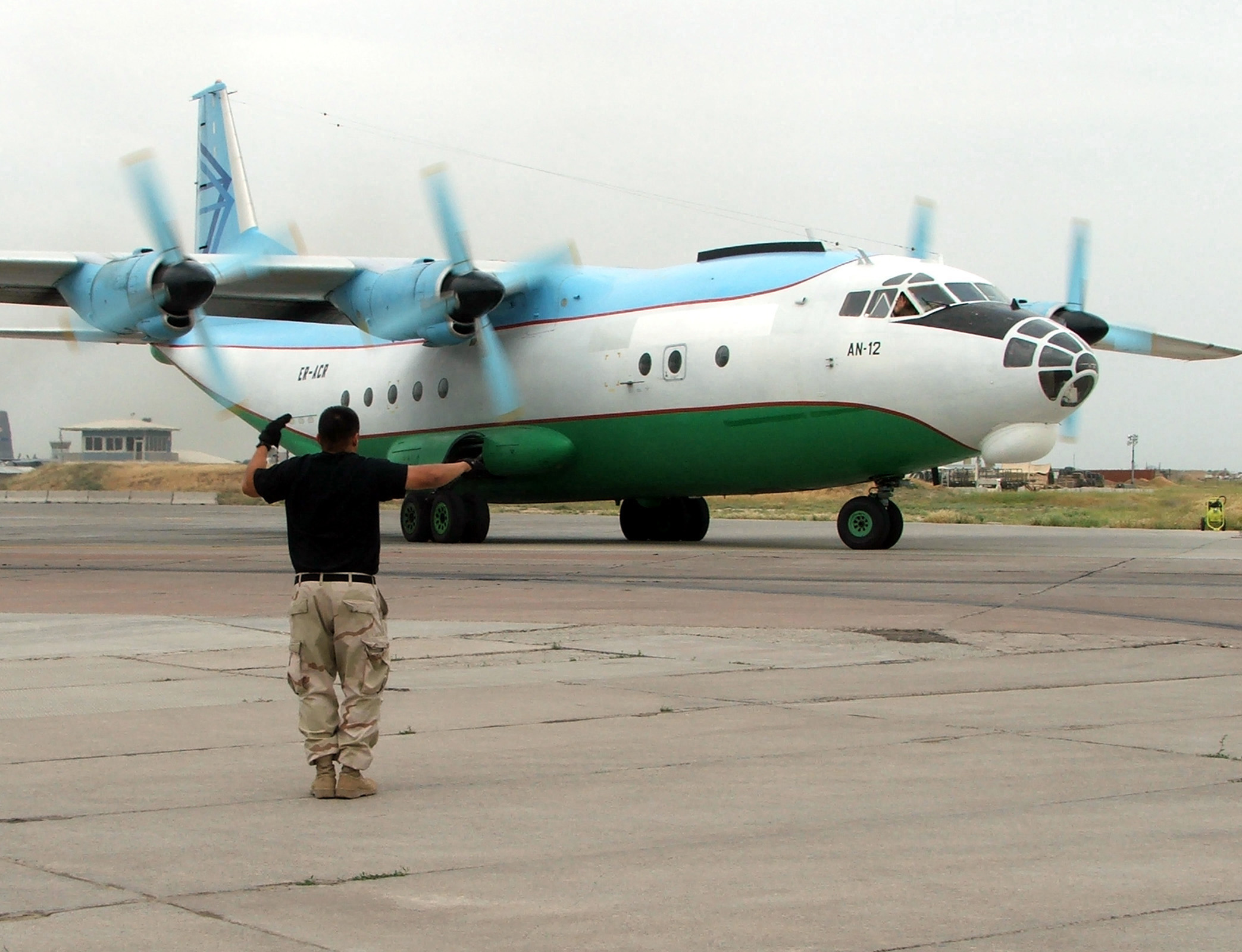
AN-12 en la Base Aérea de Karshi-Khanabad

La Fuerza Aérea de Uzbekistán comenzó formando parte del 49° Ejército Aéreo del Distrito Militar de Turkestán, con sede en Taskent.
La 60.ª Brigada Separada, antiguamente era el 735° regimiento Aéreo de Bombardeo en combinación con el antiguo 87° Regimiento Separado de Reconocimiento Aéreo. Otras unidades recientemente disueltas incluyen el 61° regimiento Aéreo de Combate con sede en la base Aérea de Kakaydy, ésta unidad era una fusión de los abolidos 115° regimiento Aéreo de Combate y 62° regimiento Aéreo de Combate, ambos disueltos en 1999 y con sede en Andijan. Actualmente todas las aeronaves del 61° regimiento Aéreo de Combate (26 Sukhoi Su-17’s) permanecen almacenadas en mal estado en el Aeródromo de Chirchiq.

### Rangos
| Español          | Uzbeko            |
| ---------------- | ----------------- |
| Cabo             | Oddiy askar       |
| Sargento segundo | Kichik serjant    |
| Sargento         | Serjant           |
| Sargento primero | Katta serjant     |
| Teniente         | leytenant         |
| Teniente primero | Katta leytenant   |
| Capitán          | Kapitan           |
| Mayor            | Mayor             |
| Teniente Coronel | Podpovkolnik      |
| Coronel          | Polkovnik         |
| Mayor General    | General mayor     |
| Teniente General | General leytenant |
| Coronel General  | General polkovnik |

## Inventario actual de aeronaves
| Aeronave                | Origen               | Tipo                 | Variante             | En Servicio          | Notas                                   |                      |
| Aeronaves de Combate    | Aeronaves de Combate | Aeronaves de Combate | Aeronaves de Combate | Aeronaves de Combate | Aeronaves de Combate                    | Aeronaves de Combate |
| ----------------------- | -------------------- | -------------------- | -------------------- | -------------------- | --------------------------------------- | -------------------- |
| MiG-29                  | Rusia                | multirol             |                      | 39                   |                                         |                      |
| Su-25                   | Rusia                | ataque               |                      | 20                   |                                         |                      |
| Su-27                   | Rusia                | Caza                 |                      | 30                   |                                         |                      |
| Aeronaves de Transporte |                      |                      |                      |                      |                                         |                      |
| An-12                   | Ucrania              | Transporte pesado    |                      | 2                    |                                         |                      |
| An-26                   | Ucrania              | transporte           |                      | 4                    |                                         |                      |
| Il-76                   | Rusia                | Transporte pesado    |                      | 3                    |                                         |                      |
| CASA C-295W             | España               | transporte           |                      | 4                    |                                         |                      |
| Transporte ejecutivo    |                      |                      |                      |                      |                                         |                      |
| Boeing 767              | Estados Unidos       | Transporte VIP       | 767-300              | 1                    | UK-67000 operado por el gobierno uzbeko |                      |
| Boeing 757              | Estados Unidos       | Transporte VIP       | 757-200              | 1                    | UK-75700 operado por el gobierno uzbeko |                      |
| Helicópteros            |                      |                      |                      |                      |                                         |                      |
| Mil Mi-8                | Rusia                | utilitario           | Mi-8/17              | 40                   |                                         |                      |
| H-225                   | Francia              | utilitario           |                      | 8                    |                                         |                      |
| AS-350                  | Francia              | utilitario ligero    |                      | 8                    |                                         |                      |
| Mil Mi-24               | Rusia                | ataque               | Mi-24/35             | 25                   |                                         |                      |
| Entrenadores            |                      |                      |                      |                      |                                         |                      |
| L-39                    | República Checa      | Entrenador           |                      | 2                    |                                         |                      |